# 今泉吉貞
今泉 吉貞（いまいずみ よしさだ、1886年（明治19年）3月25日 - 1981年（昭和56年）1月21日）は、大日本帝国陸軍軍人。最終階級は陸軍少将。

## 経歴
福島県出身。陸軍士官学校第21期、陸軍大学校第34期卒業。1924年（大正13年）9月時点で歩兵第29連隊附参謀本部附勤務の任にあり、1925年（大正14年）3月18日に第19師団参謀に転じ、5月1日に陸軍歩兵少佐に進級した。1928年（昭和3年）3月に歩兵第21連隊大隊長に転じ、1929年（昭和4年）8月、陸軍歩兵中佐進級と同時に近衛歩兵第4連隊附となり、法政大学に配属された。
1934年（昭和9年）8月1日、陸軍歩兵大佐進級と同時に新発田連隊区司令官に着任した。1936年（昭和11年）3月に歩兵第74連隊長（第19師団・歩兵第37旅団）に転じ、1938年（昭和13年）3月1日に陸軍少将進級と同時に待命となり、3月25日に予備役に編入された。1945年（昭和20年）3月31日に召集され、咸興陸軍兵事部長兼咸興地区司令官に就任した。

## 栄典
勲章等
- 1940年（昭和15年）8月15日 - 紀元二千六百年祝典記念章[10]